# Institución Atlética Sud América
La Institución Atlética Sud América, també anomenada Sud América o IASA, és un club de futbol de la ciutat de San José de Mayo a l'Uruguai.

## Història
El club va ser fundat el 15 de febrer de 1914 amb el nom de Sud América Football Club, a partir d'un club anterior anomenat Montevideo Helios. Ha guanyat set cops la segona divisió uruguaiana, rècord que comparteix amb Fénix. Sud América comparteix llaços d'amistat amb el club Rampla Juniors, ja que es comenta que ambdós foren fundats el mateix any al mateix bar (bar Dos Banderas).

## Palmarès
- Segona divisió uruguaiana de futbol (7): 
  - 1951, 1954, 1957, 1963, 1975, 1994, 2013
- Tercera divisió uruguaiana de futbol (1): 
  - 1926

## Evoluciuó de l'uniforme
| 1914 | 1932-present |